# 撒野
《撒野》（内地版名：《差一点》）是新加坡歌手阿杜第五张专辑，于2007年9月26日发行。

## 曲目
1. 狂野 (海外版：撒野)
2. 差一点
3. 爱上谁
4. 单向的爱
5. 新家
6. 黑夜以后
7. 沉默
8. 不让你走
9. 逃离
10. 你说